# 142759 Covey
142759 Covey este un asteroid din centura principală de asteroizi.

## Descriere
142759 Covey este un asteroid din centura principală de asteroizi. A fost descoperit pe 10 octombrie 2002 la Apache Point Observatory în cadrul programului Sloan Digital Sky Survey. Asteroidul prezintă o orbită caracterizată de o semiaxă mare de 2,43 ua, o excentricitate de 0,11 și o înclinație de 0,5° în raport cu ecliptica.